# آی‌ان‌اس ویجوت (کی۸۳)
آی‌ان‌اس ویجوت(کی۸۳) (به انگلیسی: INS Vidyut (K83)) یک کشتی است که طول آن 38.6 meters می‌باشد.